# Frantina
Frantina je název románu napsaného českou spisovatelkou Karolínou Světlou v roce 1870.

## Obsah románu
Děj se odehrává ve Světlé pod Ještědem v době vlády Josefa II. Hlavní hrdinka Frantina žije na vrchu Čihadníku se svým strýcem, pohanem a samotářem, který Frantině zprotivuje lidi a učí ji k lásce k přírodě. V lese se seznámí s chlapcem, vypráví jí o přátelství mezi lidmi, a zdomácní si spolu jeskyni, kde se každodenně scházejí. Avšak jednoho dne chlapec nepřijde a Frantina se domnívá, že zemřel. Je smutná a touží žít mezi lidmi, takže uteče od strýce a ve vesnici se připojí k procesí jdoucímu do Vambeřic na pouť. 
Seznámí se s rychtářem Kvapilem a on ji požádá o ruku. Frantina vidí, jak je to hodný a velmi nemocný člověk, tak souhlasí. Zpočátku ji čeládka na statku nemohla přijít na jméno, vytýká jí její pohanství. Statek chátral, neboť Kvapil na čeládku nedohlížel, ale díky Frantině se to změnilo. Pomáhala rychtařit, byla laskavá, krásná, stála si pevně za svým názorem a s čeládkou se dělila, takže si ji brzy oblíbili. Stala se všude po okolí známou a oblíbenou. Nejvíce se skamarádila s čeledínem Bartolomějem, o všem mu vyprávěla a on toužil po tom pokřtít ji. Po čase bledla a nebyla tak šťastná jako dříve. Svěřila se Bartolomějovi se svou domněnkou, že by chtěla dítě. Ten však říká, že to je tím, že patří do města, chybí ji podpora, někdo, o koho by se opřela. Po roce zemřel Kvapil a lidé ji zvolí jako rychtářku. Na statek se sjíždí mnoho ženichů, avšak Frantina je všechny odmítá. Mezi lidmi se povídá, že by se k ní hodil dřevař Apolín, neboť oba dva o sňatku slyšet nechtějí. I on se na statku objeví, protože chce koupit dřevo. Když se spatří, padnou si do náruče, Frantina v něm poznala svého ztraceného přítele z dětství. Vypráví jí, že se s rodiči dostal do šatlavy, protože jeho otec šel jako zástupce lidu vrchnost prosit o snížení daní. Požádá ji o ruku a prosí, aby s ním utekla pryč, jelikož zdejší lidi nesnáší. Pár dnů před svatbou Apolín odjede služebně do Němec a domluví se s Frantinou, že se setkají až v den svatební. Frantina s Bartolomějem odjíždí na jarmark, kde se strhne bitka. Frantina promluví k lidu, že v jejich jméně půjde na radnici a vymůže zákaz prodávání vaiskoufrům možnost kradení. V noci se vrací domů a potkají Barču, do které se Bartoloměj zamiluje. Ta žádá Frantinu o pomoc. Pracuje jako služka u jedné staré ženy v horách a její syn je vůdce lesňáků, tolik obávaných zlodějů. Frantina vymyslí plán, jak ho chytit. Tajně se podívají do okna a spatří Apolínův klobouk a muže s obvázaným obličejem. Bartoloměj si myslí, že ho lesňáci zabili, avšak Frantina ho pozná. Dalšího dne se vydá ve svatebních šatech na smluvené místo, kde se setká s Apolínem. Naposled se spolu vydají do své dětské jeskyně, kde ho Frantina bodne nožem do srdce. I když ho milovala a odpustila by mu, jednala po právu – mstil se, tím pádem musí být potrestán. Od té doby vykonávala svou práci neradostně a Barušku, kterou vzala k sobě do služby, si zošklivila. Propustí i Bartoloměje, avšak po šesti letech si ho zavolá. Vypráví mu, že zabila Apolína, a že sama co nevidět zemře, a prosí ho, aby její rakev zakopal v jeskyni vedle Apolína. 